# Chelonus bussyi
Chelonus bussyi är en stekelart som beskrevs av Henry Lorenz Viereck 1913. Chelonus bussyi ingår i släktet Chelonus och familjen bracksteklar. Inga underarter finns listade i Catalogue of Life.